# Nyolcsávos gyalogcincér
A nyolcsávos gyalogcincér (Dorcadion scopolii) a bogarak (Coleoptera) rendjébe, ezen belül a cincérfélék (Cerambycidae) családjába tartozó faj. A cincérfélék magyar nevüket onnan kapták, hogyha megzavarják őket, ciripelő-cincogó hangot adnak.
Latin nevében a scopolii elnevezést Giovanni Antonio Scopoli olasz természettudósról kapta.

## Elterjedése
Legfőképpen a Kárpát-medencében elterjedt faj.
Megtalálható: Ausztria, Bulgária, Horvátország, Csehország, Magyarország, Moldova, Lengyelország, Románia, Szerbia, Szlovákia, Ukrajna.

## Előfordulása
A síkságoktól az alacsonyabb hegyvidékekig mindenütt megtalálható. Árkok, töltések, parlagon hagyott területek, mezsgyék, főleg kötöttebb talajú, füves területeit kedveli. A talajon mászkál, de az alacsonyabb növényekre is felkapaszkodik. A lakott területek házfalain is gyakran látható.

## Megjelenése
Zömök teste 10−14 mm hosszú, lábai és csápjai fekete színűek. A szárnyfedőket, melyek összeforrtak, élesen elhatárolt bársonyfekete és fehéresszürke hosszú sávok díszítik. Röpképtelen, hártyás szárnyai csökevényesek. Keskeny, világos sáv húzódik végig a fejen és az előtor közepén. Az előtor oldala fogszerűen kicsúcsosodik.

## Életmódja
Hőmérséklettől függően, késő tavasszal tűnik fel és általában április–május–június hónapokban aktív. Kedveli a meleget, hűvösebb időben inkább elrejtőzik, általában a talajba fúrja be magát. Főként a száraz, nyílt füves területek benépesítője. Leveleket, gyökereket fogyaszt.

## Szaporodása
A lárvák  a talajban fejlődnek és a növények gyökereivel táplálkoznak. A teljes kifejlődésük egy év.

## Kártétele
Bár a kertevő rovarok listáján szerepel, károkozása ritka. Kismértékű, alkalmi károkat okoznak, elsősorban lábatlan lárvái, melyek főleg az egyszikűek (pl. kukorica, gabonanövények) gyökerét és talajszint alatti szárrészét rágják.

## Képgaléria
|  |  |  |

## Nemei
Hím- és a nőstény példány